# Adenostoma sparsifolium
Adenostoma sparsifolium, vazdazeleni grm ili malo stablo iz porodice ružovki, rasprostranjen po južnoj Kaliforniji i poluotoku California. 
Naraste od dva pa do šest metara visine. Cvjetovi su maleni ali atraktivni, a plod ahena omiljen je malim pticama. Uzgaja se i po vrtovima. Obje vrste roda Adenostoma dobro su ukorijenjeni i važan su stabilizator suhih padina. 
Cvate u ljeto i jesen.